# 모용충 (5대)
모용 충(慕容 忠, ? ~ 386년, 재위：386년)은 중국 오호십육국시대 서연(西燕)의 6대 군주이다. 시호는 없다.

## 생애
모용요는 서연의 초대 군주 모용홍(慕容泓)의 아들이다. 386년 3월에 서연의 군주 단수(段隨), 모용의(慕容顗), 모용요(慕容瑤)가 차례로 군주로 옹립되었으나 모두 내분으로 인해 살해되었다. 모용요를 살해한 모용영(慕容永)은 모용충을 옹립하여 황제로 삼았다.
모용충은 건무(建武)로 개원하였으며 모용영을 태위로 삼고 하동공(河東公)에 책봉하였다. 권력을 잡은 모용영은 동요하는 선비족들을 안정시켜 동쪽으로 이주를 계속하였다. 문희(聞喜)에 이르렀을 때 모용충 등은 모용수(慕容垂)가 후연(後燕)을 건국하고 황제를 칭한 소식을 들었다.
이에 동쪽으로 돌아가는 것을 멈추고 연희성(燕熙城)을 쌓고 머물렀으나 6월에 서연의 장수 조운(刁雲) 등에게 살해당했다.

## 참고 문헌
- 《진서(晉書)》
- 《자치통감(資治通鑑)》

| 전 대 모용요(慕容瑤) | 제6대 서연 황제 386년 | 후 대 모용영(慕容永) |